# Jos Bijnen
J.W.C.J. (Jos) Bijnen (Eindhoven, 1916 - Oss, 1993) was een architect die ontwierp in de stijl van de Bossche School.

## Werk
Jos Bijnen studeerde bouwkunde in Tilburg en volgde de befaamde Cursus Kerkelijke Architectuur in Den Bosch. Van 1950 tot 1972 werkt hij als zelfstandig architect, gevestigd in Oss. Hij ontwierp gebouwen in de stijl van de Bossche School, met name religieuze gebouwen en volkshuisvesting. In Oss zijn veel gebouwen van hem terug te vinden, maar ook in andere plaatsen, vooral in Noord-Brabant.

Enkele foto's van zijn werk:

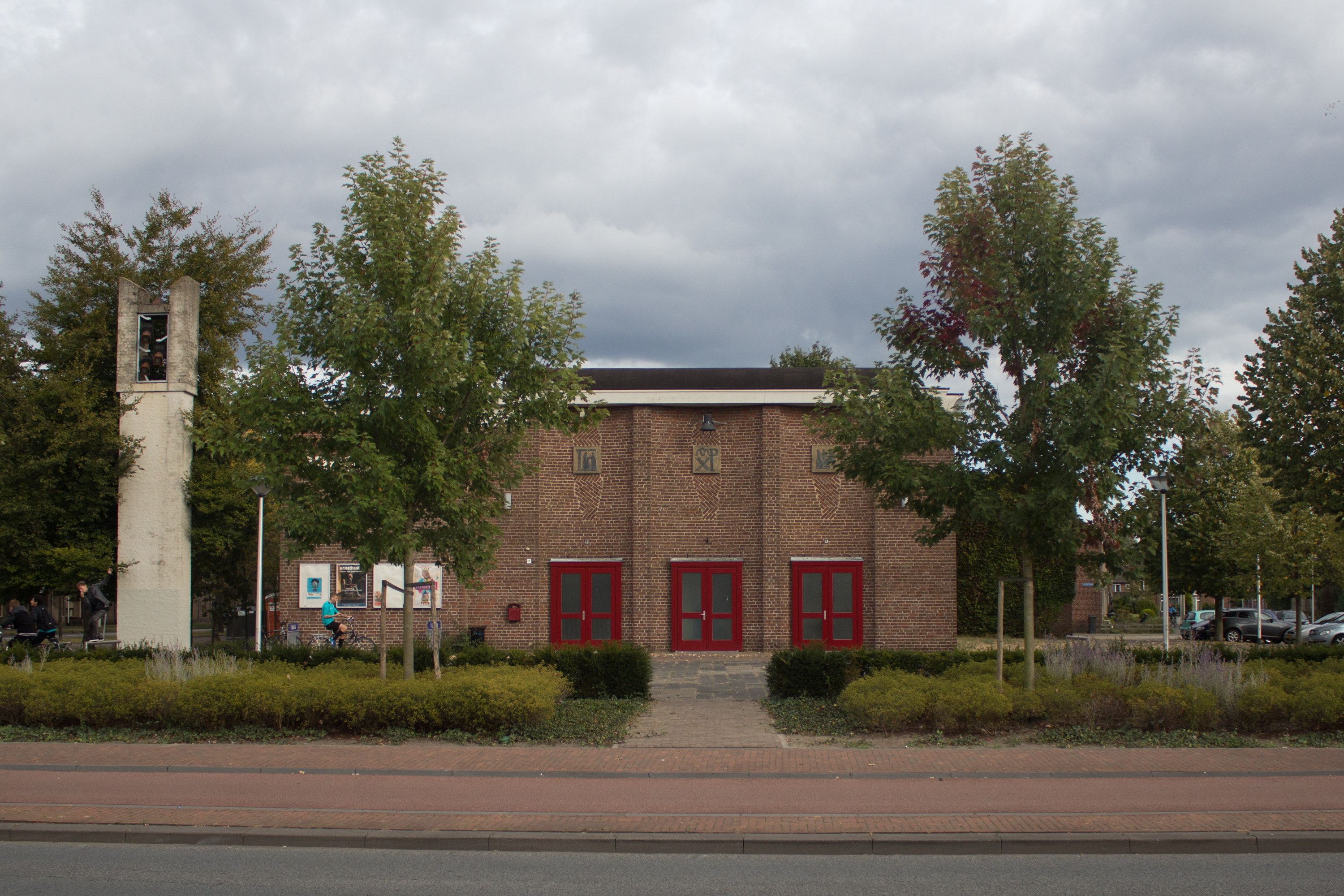
Annakerk (Helmond)
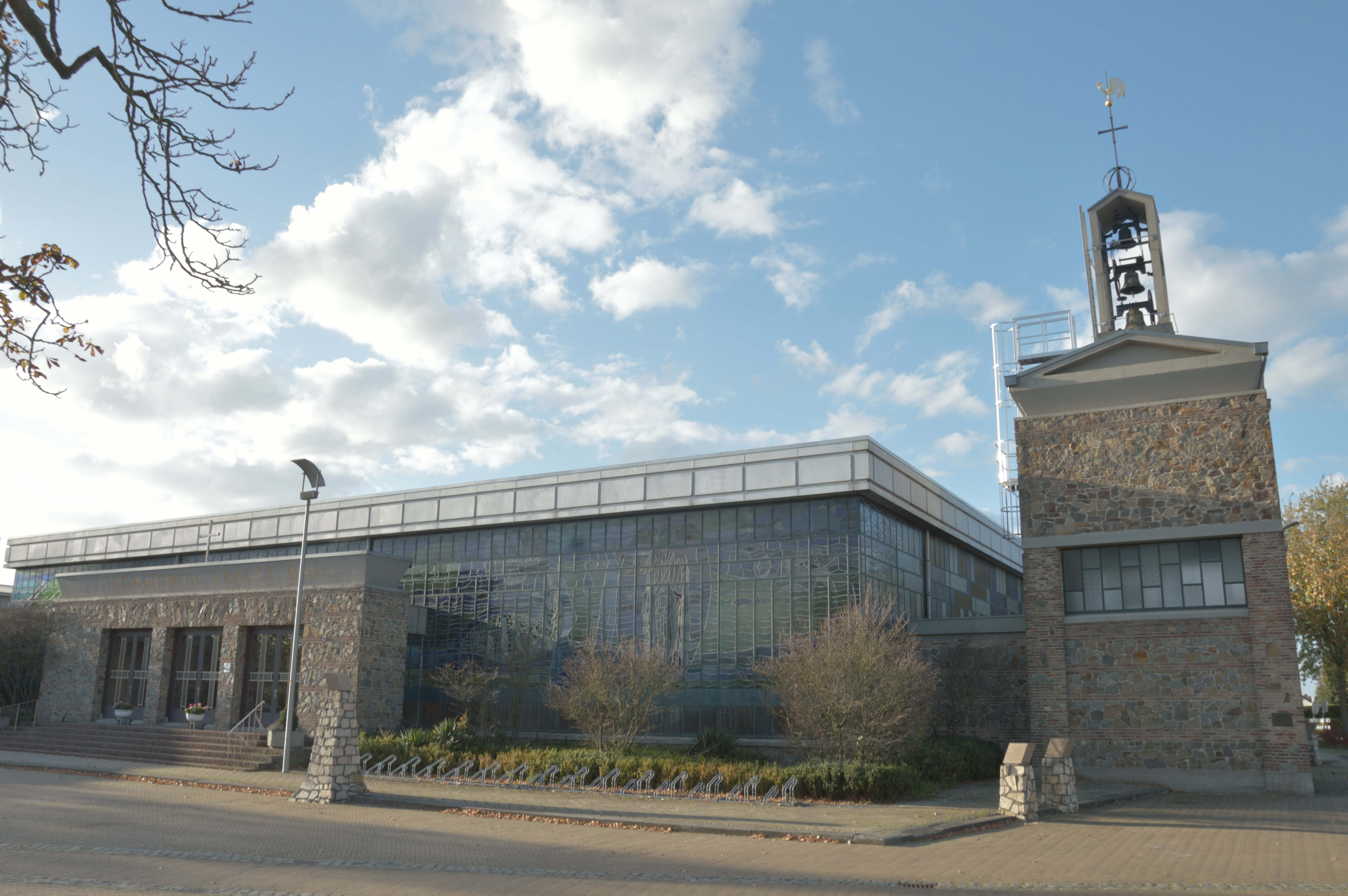
Antonius Abtkerk (Malden)
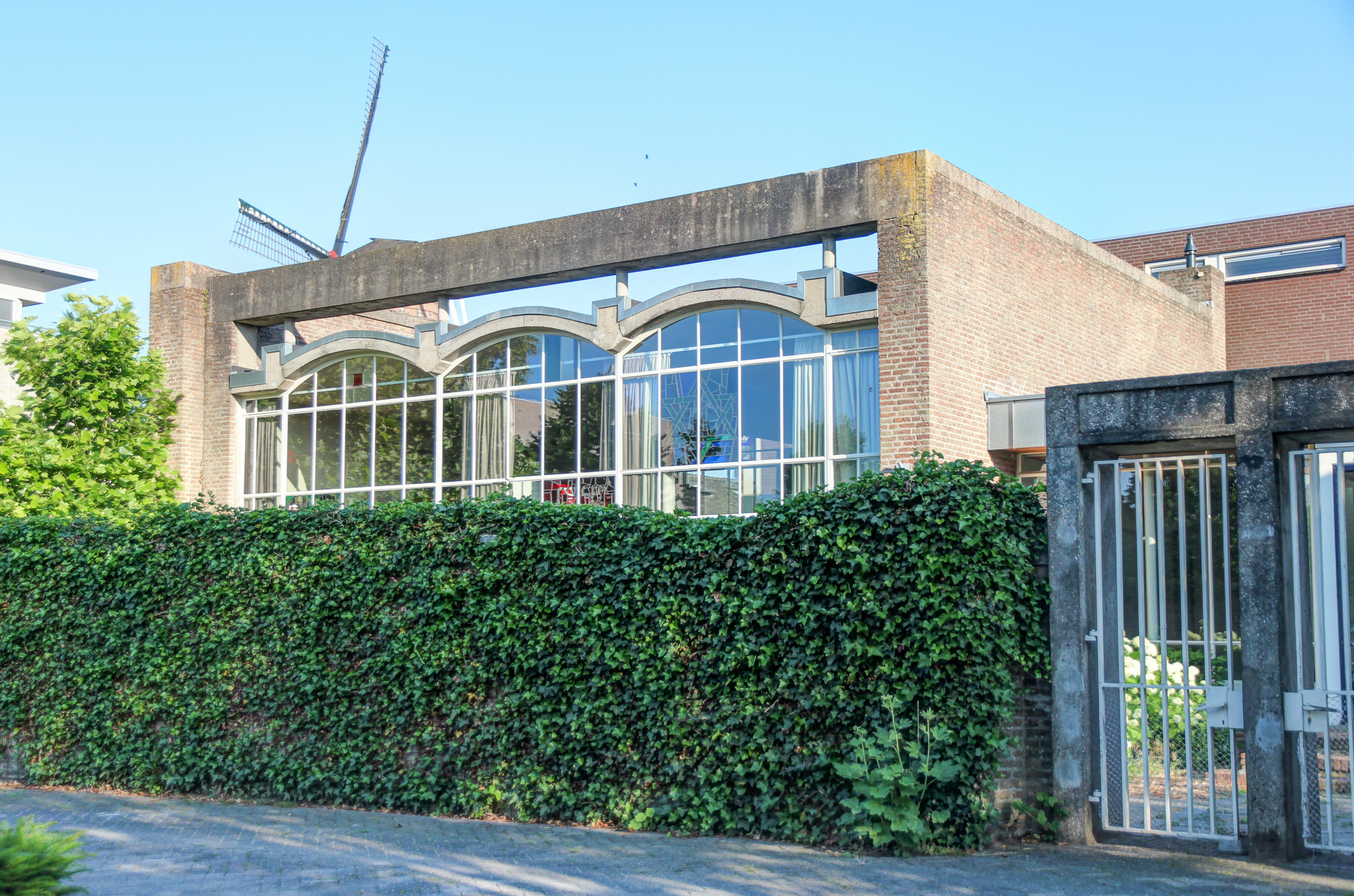
Synagoge (Oss)
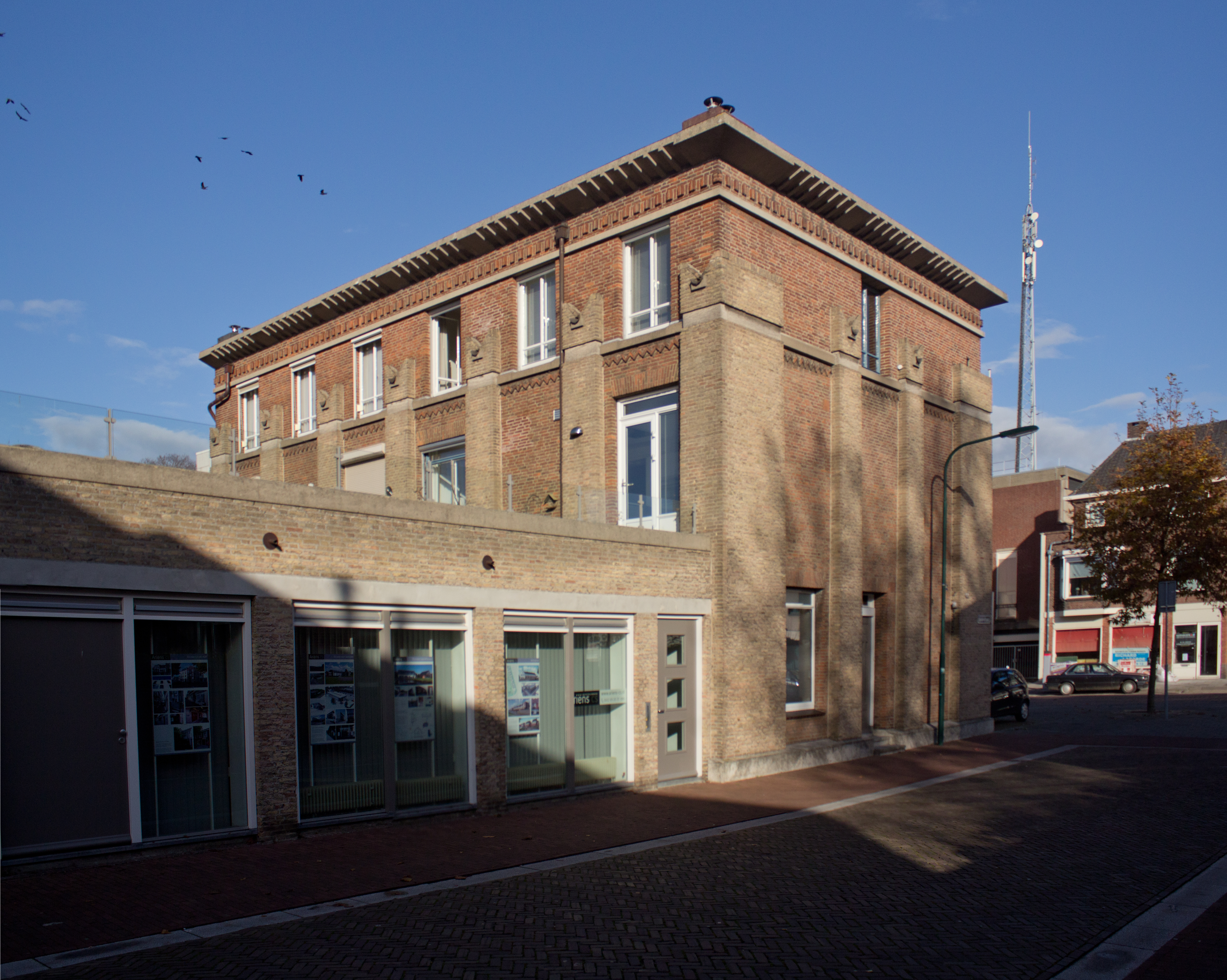
Boerenleenbank (Oss)
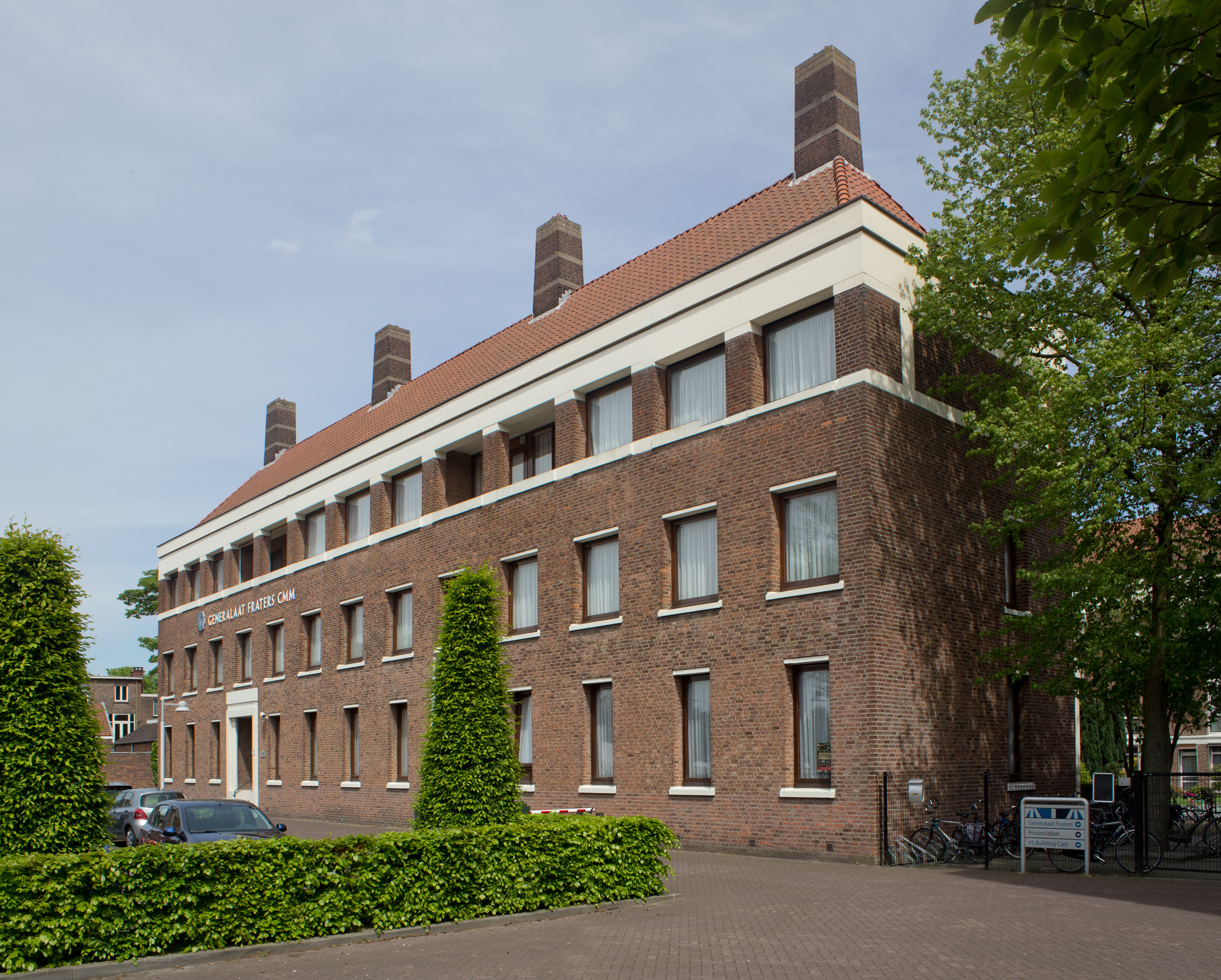
Fraterhuis Joannes Zwijsen (Tilburg)
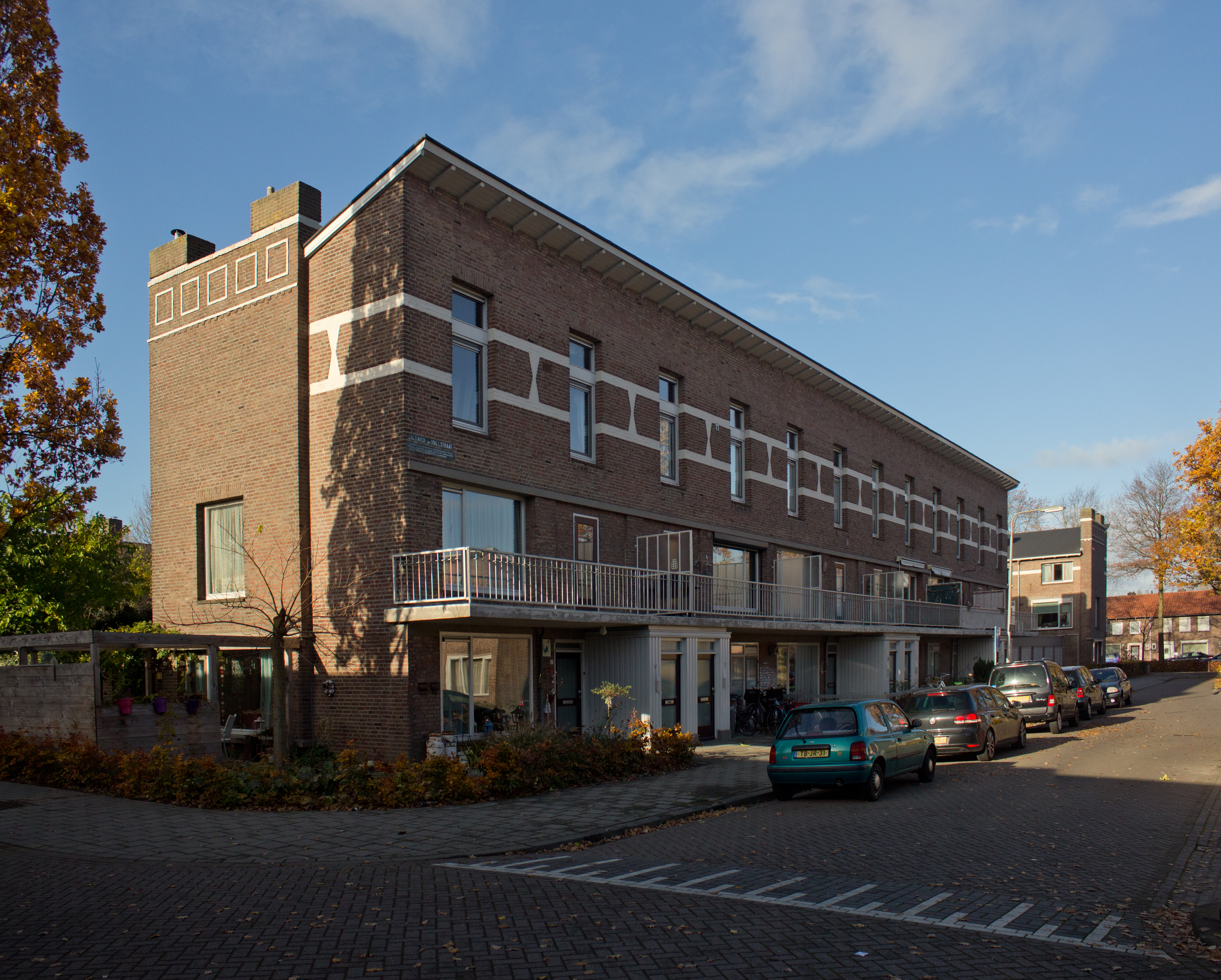
Woonhuizen aan de Kardinaal de Jongstraat (Oss)

## Privé
Jos Bijnen bouwde in 1955 in Oss zijn eigen woonhuis op de hoek van de Nieuwe Hescheweg en de Beatrixlaan (Nieuwe Hescheweg 19).

## Archief
Het Brabants Historisch Informatiecentrum beschikt over een collectie over Jos Bijnen.
Het werkarchief van Jos Bijnen wordt beheerd door architektenburo Otto van Dijk te Horssen.